# Artemiusz
Artemiusz – imię męskie, pochodzenia greckiego, w wersji Αρτέμιος/Artemios wywodzące się od imienia bogini Artemidy, a w wersji Ἀρτεμής/Artemes znaczące „bezpieczny, idealnego zdrowia”. Imię to nosiło kilku świętych. Forma żeńska – Artemia.
Artemiusz imieniny obchodzi 6 czerwca i 20 października.

## W innych językach
Artemiusz w innych językach:
- rosyjski – Артемий (Artemij), Артем, Ортем[1], Артём.

## Imiennicy
- Artem Kasjanow – ukraiński piłkarz.
- Artiom Mikojan – radziecki konstruktor samolotów.
- Artem Miłewski – ukraiński piłkarz.
- Artiom Wodiakow – rosyjski żużlowiec.
- Artjoms Rudņevs – łotewski piłkarz.
- Artemiusz z Antiochii
- Artemiusz – prawosławny patriarcha Aleksandrii w latach 1845–1847.